# آغا الإنكشارية

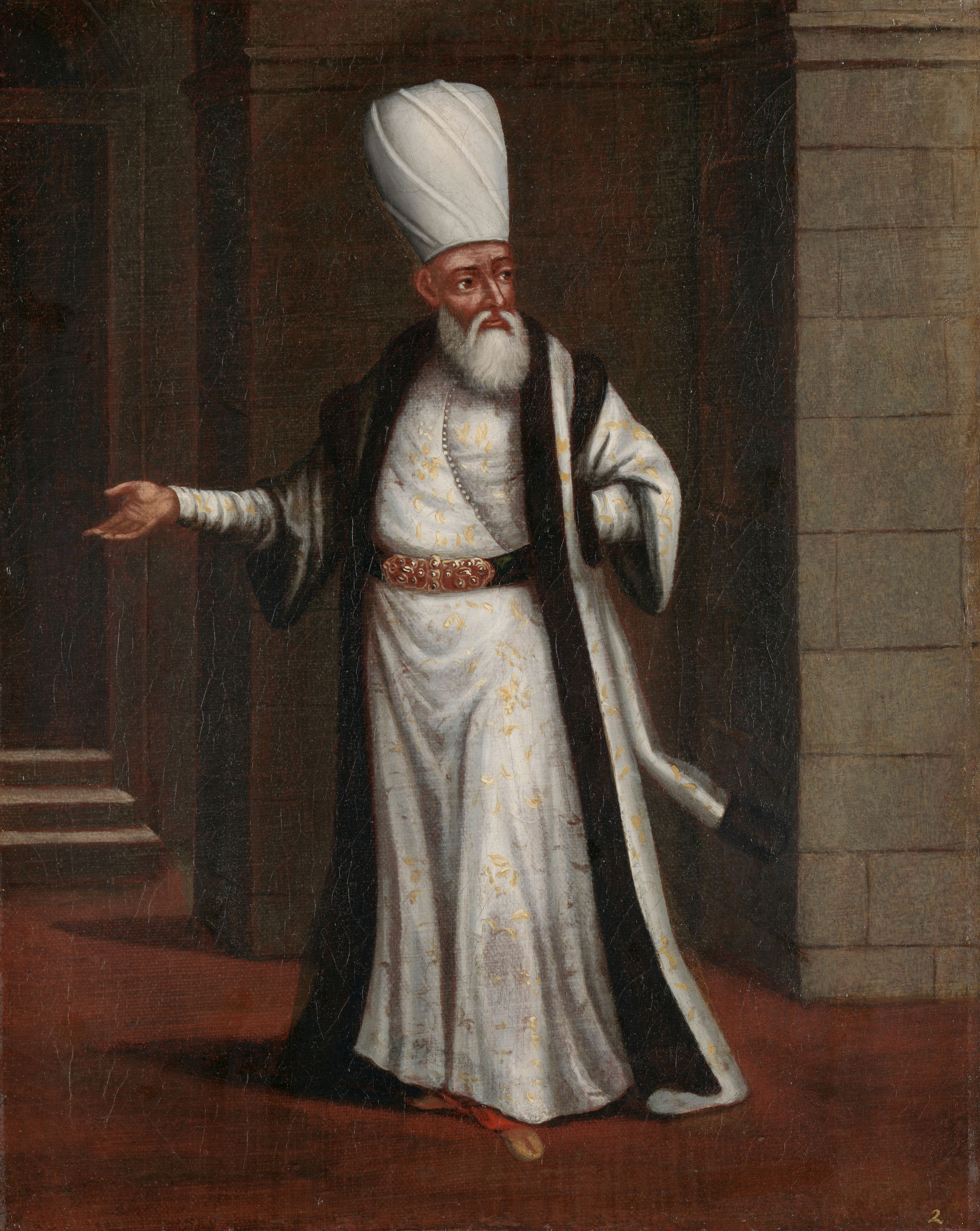
تصوير لآغا الإنكشارية في القرن الثامن عشر.

آغا الإنكشارية (بالتركية العثمانية: یڭیچری آغاسی)‏ (بالتركية: Yeniçeri ağası)‏ هو أحد كبار المسؤولين العسكريين العثمانيين وقائد فيلق الإنكشارية

## التعيين والواجبات
يُختار الآغا من قبل السلطان العثماني، لكن ليس ضروريًا أن يكون إنكشاريًا، كان يُختار من بين الضباط الإنكشاريين، وظل هذا التقليد متبعًا حتى عهد السلطان سليمان القانوني، الذي جعل اختيار رئيس الإنكشارية من بين كبار ضباط القصر السلطاني، وذلك للحد من طغيان هذه الفرقة.
لآغا الإنكشارية مقر إقامته الخاص وهو ما يُعرف بـ«بوابة أغا» بجوار مسجد السليمانية، ويطل على القرن الذهبي. وكان بحكم منصبه يشغل وظيفتين أخريين، فهو رئيس قوات الشرطة في إسطنبول، المسؤول عن حفظ النظام واستتباب الأمن، وهو في الوقت نفسه عضو في مجلس الدولة. وكان لرئيس الانكشارية مقر خاص في إسطنبول، كما كان له واجبات أخرى مثل مرافقة السلطان في صلاة الجمعة.